# Extrusoma
Els extrusomes són estructures unides a la membrana d'alguns eucariotes, les quals sota certes condicions, descarreguen el seu contingut fora de la cèl·lula. N'hi ha diversos tipus, probablement no homòlegs, i tenen diverses funcions.
Els extrusomes notables inclouen els mucocists, els quals descarreguen una massa mucosa que de vegades es fa servir per a la formació de cists, i els tricocists, els quals descarreguen una vareta de fibra. Els nematocists amb fibló es troben en els animals Cnidaria i també es poden veure com extrusomes. Els extrusomes dels dinoflagel·lats són importants en la formació de les marees roges o negres.